# Новое (Оржицкий район)
Новое (укр. Нове) — село,
Куйбышевский сельский совет,
Оржицкий район,
Полтавская область,
Украина.
Код КОАТУУ — 5323682602. Население по переписи 2001 года составляло 134 человека.

## Географическое положение
Село Новое находится между реками Слепород (4 км) и Гнилая Оржица (7 км).
На расстоянии в 3 км расположены сёла Вишнёвое и Максимовщина.

## История
- 2008 — посёлок Новое получил статус село.